# Саритерек (Зайсанський район)
Саритере́к (каз. Сарытерек) — село у складі Зайсанського району Східноказахстанської області Казахстану. Адміністративний центр Саритерецького сільського округу.
Населення — 1286 осіб (2021; 1210 у 2009, 1623 у 1999, 1624 у 1989).
Національний склад станом на 1989 рік:
- казахи — 100 %

До 1998 року село називалося Пржевальське, у радянські часи мав також назву Кендирлік.